# Drepanolejeunea
Drepanolejeunea är ett släkte av bladmossor. Drepanolejeunea ingår i familjen Lejeuneaceae.
Kladogram enligt Catalogue of Life:
| Drepanolejeunea | \| \| Drepanolejeunea foliicola \| \| \| \| \| \| Drepanolejeunea hamatifolia \| \| \| \| \| \| Drepanolejeunea longifolia \| \| \| \| \| \| Drepanolejeunea mawtmiana \| \| \| \| |
|                 | \| \| Drepanolejeunea foliicola \| \| \| \| \| \| Drepanolejeunea hamatifolia \| \| \| \| \| \| Drepanolejeunea longifolia \| \| \| \| \| \| Drepanolejeunea mawtmiana \| \| \| \| |
|                 | Drepanolejeunea foliicola |
|                 | |
|                 | Drepanolejeunea hamatifolia |
|                 | |
|                 | Drepanolejeunea longifolia |
|                 | |
|                 | Drepanolejeunea mawtmiana |
|                 | |